# Mashpee Wampanoag Tribe
Das Mashpee Wampanoag Indian Tribal Council, Inc. (früher: Mashpee Wampanoag Tribe) ist einer von zwei bundesstaatlich anerkannten Stämmen (federally recognized tribe) der Wampanoag in Massachusetts. Der Stamm wurde erst 2007 offiziell anerkannt und das Hauptquartier befindet sich in Mashpee, Barnstable County, im westlichen Teil von Cape Cod. Der zweite Stamm ist der Wampanoag Tribe of Gay Head auf Martha’s Vineyard.
2014 hatte der Mashpee Wampanoag Tribe mehr als 2600 Mitglieder. 2015 wurden 170 acres (69 ha) in Mashpee und weitere 150 acres (61 ha) in Taunton als Trust-Land ausgewiesen und in die Verwaltung des US Department of Interior übernommen zur Errichtung von Reservation Land.

## Geschichte
Ureinwohner lebten in Cape Cod seit Jahrtausenden. Die ursprünglich Algonkin-sprachigen Wampanoag waren die Einheimischen, auf die die Englischen Siedler der Massachusetts Bay Colony im 17. Jahrhundert trafen. Die Wampanoag besiedelten weite Küstenstriche, die sich bis ins heutige Rhode Island. Die Wampanoag und die Siedler waren über Jahrhunderte in Kontakt und formten gegenseitig ihre Kulturen und es gab auch Ehen zwischen den Rassen.
Englische Kolonisten gelangten um 1658 in das Gebiet des heutigen Mashpee durch die Hilfe des Missionars Richard Bourne aus dem Nachbarort Sandwich. 1660 „überließen“ die Kolonisten denjenigen Wampanoag, die zum Christentum übergetreten waren, eine Fläche von ca. 50 sqmi (130 km²) innerhalb der englischen Siedlung. Bereits 1665 „verwalteten“ sich die Wampanoag selbst, mit einem Gericht und Verfahren entsprechend englischer Sitte. Diese Siedlungen wurden von den Engländern als „Praying Towns“ bezeichnet.

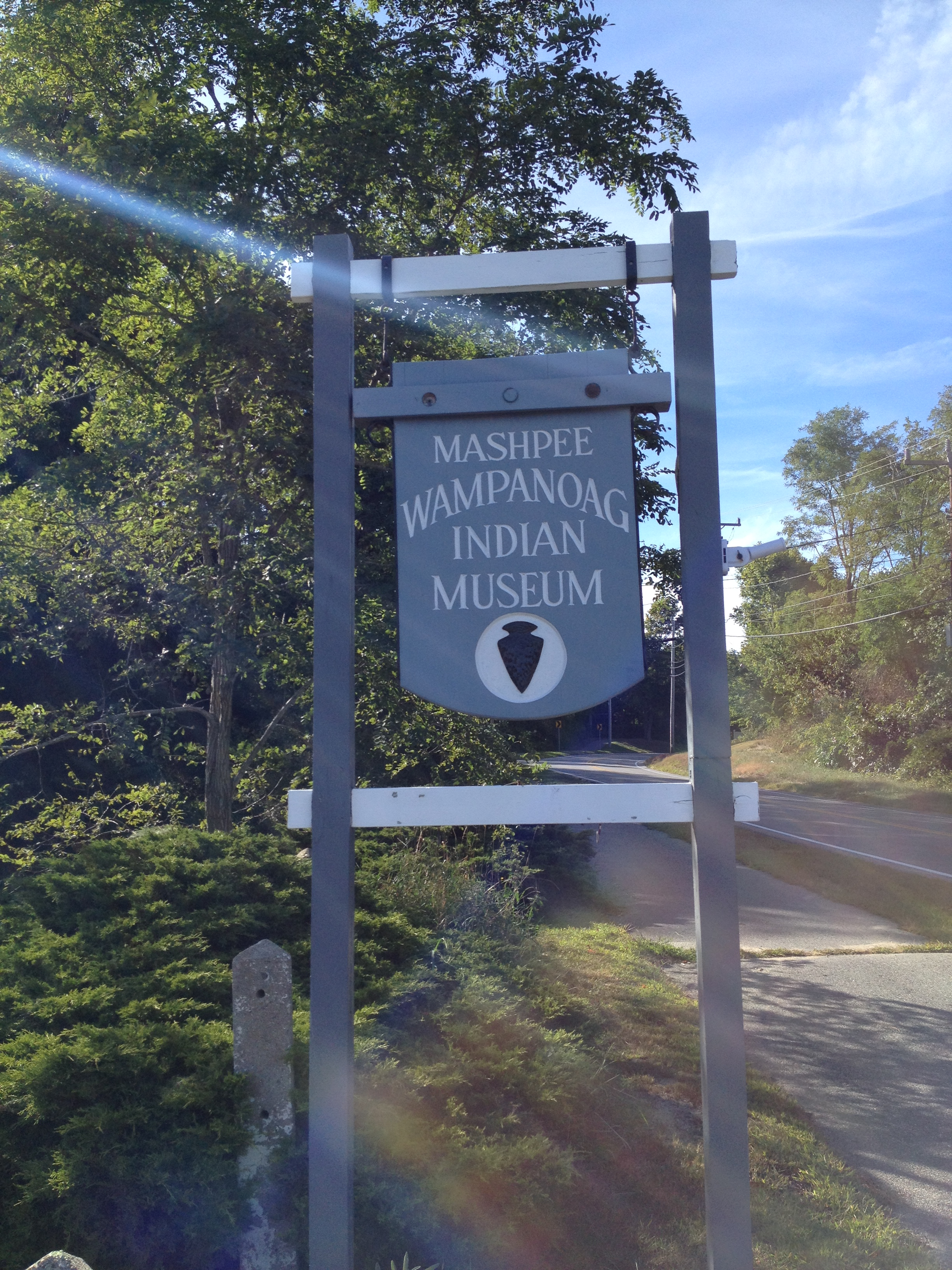
Hinweisschild des Museums.

Nach der Niederlage der Wampanoag im King Philip’s War (1675–1676) wurden die Stämme des Festlands zusammen mit den Sakonnet ins Gebiet des heutigen Rhode Island umgesiedelt. Andere Wampanoag und die Nauset wurden gezwungen sich in den Praying Towns anzusiedeln. Unter anderem auch in Mashpee. Aber die Kolonisten verkauften auch viele der Männer in die Sklaverei in die Karibik und hielten Frauen und Kinder als Sklaven in Neuengland.
Die Kolonisten richteten Mashpee als größte Native American Reservation in Massachusetts ein. Der Ortsname ist eine Anglisierung des Wampanoag-Wortes mass-nippe: Die Bedeutung setzt sich zusammen aus mass (= groß wie oder größer als in Massachusetts) und nippe (= Wasser). Der Name lässt sich als „die Größere Bucht“ oder „Großer Teich“ übersetzen, oder auch als „Land an der großen Bucht“. Das Gewässer, welches damit gemeint ist, ist der Wakeby Lake, der an einem Ende breiter ist.
1763 organisierte die britische Krone Mashpee als eine Plantation der Massachusetts Bay Colony, gegen den Willen der Wampanoag. Durch diese Designation übertrug die Krone dem Colonial District of Mashpee die Kompetenz, das Gebiet, welches von den Mashpee Wampanoag verwaltet wurde in seine Jurisdiktion einzuverleiben. Die Kolonie „gestattete“ den Indianern das „Recht“ ihre eigenen Beamten zu wählen, um die Ordnung im Gebiet aufrechtzuerhalten, aber unterwarfen sie in anderen Belangen dem Colonial Government. Die Bevölkerung der Wampanoag innerhalb der Plantation sank stetig, aufgrund der sozialen Entwurzelung und aufgrund von Ansteckungen durch Krankheiten der Kolonisten. Außerdem versuchten die Engländer ständig, das Land zu vereinnahmen.
Nach dem Amerikanischen Unabhängigkeitskrieg erneuerte die Stadt 1788 die Selbstverwaltung von Mashpee, was europäisch-amerikanische Behörden als Fehlschlag ansahen. Sie ernannten ein Committee of Overseers aus fünf Europäern um die Mashpee zu überwachen. Als William Apess, ein Pequot und Methodistenprediger, 1837 den Mashpee Wampanoag half, einen friedlichen Protest gegen die Overseers durchzuführen, die die Wampanoag nicht vor Holzdiebstahl durch Kolonisten schützten, drohte der Gouverneur mit einem Militärschlag. Die Herrschaft der Overseers führte zu weiteren Verlusten von Land.

### Restriktionen im 19. Jahrhundert und Landverluste
1834 überließ der Staat den Wampanoag wieder ein gewisses Maß an Selbstverwaltung, wenn auch keine volle Autonomie. Es kursierte die Idee, dass die Einführung von landwirtschaftlichen Methoden nach europäisch-amerikanischem Vorbild die Assimilation erleichtern würde, und der Staat konfiszierte daraufhin 1842 einen Teil des Gemeinschaftslandes der Wampanoag. 2000 acre (8,1 km²) von den verbliebenen 13.000 acre (53 km²) wurden in Allotments von 60 acre (24,3 ha) aufgeteilt und an die Heads of Households gegeben, so dass jede Familie eigenen Besitz hatte und Subsistenzlandwirtschaft betreiben sollte.
Es wurden Gesetze verabschiedet, die Europäern verboten, sich am Land der Wampanoag zu vergreifen, der Staat tat jedoch auch nichts um diese Gesetze durchzusetzen. Die wetteifernden Siedler stahlen auch Holz aus der Reservation. Trotzdem besaßen die Wampanoag noch immer eine große Region, die reich an Holz, Fisch und Wild war, und die die Siedler mit Gier betrachteten. Sie beneideten die wachsende Gemeinschaft von Mashpee. Daher hatten die Mashpee mehr Konflikte mit den europäischen Nachbarn, als andere isoliertere oder weniger begehrte Indianische Siedlungen im Staat.
1870 bestätigte der Staat die Incorporation (Eingliederung bzw. offizielle Gründung) von Mashpee als „Town“ (Gemeinde). Damit war sie die vorletzte Jurisdiction am Cape, die diesen Prozess durchlief. Da Europäer die Stadtverwaltung dominierten, verloren die Wampanoag die Kontrolle über den Großteil ihres Landes und die Selbstverwaltung. Viele ihrer Nachfahren blieben dennoch in dem Gebiet und manche arbeiteten auf Walfangschiffen und anderen Schiffen, die vom Cape aus oder von anderen Häfen in Massachusetts starteten. Sie identifizierten sich selbst aber immer aufgrund ihrer Kultur als Mashpee Wampanoag. Neue Mitglieder kamen durch Ehen und durch gemischt-rassige Kinder dazu.

### 20. Jahrhundert
Seit den 1970ern arbeiteten die Mashpee Wampanoag daran, den Stamm zu reorganisieren, um wieder politisch Einfluss nehmen zu können, und beantragten die Anerkennung als Stamm durch die Bundesregierung. Das Mashpee Wampanoag Tribal Council wurde 1972 unter der Leitung des ersten Präsidenten, Russell „Fast Turtle“ Peters gegründet. In 1974 schickte das Council eine Petition an das Bureau of Indian Affairs um die Anerkennung zu erhalten. Wie andere „landless tribes“ (landlose Stämme) an der Atlantikküste, hatten sie Schwierigkeiten die Kontinuität ihrer Geschichte nachzuweisen. In vielen Gebieten nahmen Außenseiter an, dass, weil die Stämme „multi-racial“ geworden waren, sie keine „Indians“ mehr waren. Die Mashpee Wampanoag hatten jedoch Erfahrung darin ihre Kultur zu erhalten und die meisten ihrer Nachkommen identifizierten sich selbst als Wampanoag.
1976 strengte der Stamm ein wegweisenden land claim lawsuit (Prozess um Landansprüche) an, in dem er die Town of Mashpee auf Rückgabe des „Ancestral Homelands“ (Heimatlandes der Vorfahren) verklagte. Der United States District Court urteilte, dass aufgrund fehlender bundesstaatlicher Anerkennung die Mashpee Wampanoag kein Standing hätten, die Landansprüche umzusetzen. Der Stamm setzte daraufhin die Bemühungen um Anerkennung fort und erhielt endlich 2007 die Anerkennung.

### Gegenwart
Seit 2000 war Glenn Marshall Chairman (Vorsitzender) des Mashpee Wampanoag Council. 2007 wurde bekannt, dass er bereits früher wegen Vergewaltigung verurteilt worden war, dass er in Bezug auf seinen Militärdienst gelogen hatte und, dass darüber hinaus eine Ermittlung gegen ihn im Gange war wegen der Lobby-Arbeit für das Stammes-Casino.
Marshall wurde abgelöst durch den zweiten Vorsitzenden Shawn Hendricks, der das Amt ausübte, bis Marshall 2009 verurteilt wurde. Marshall hatte zehntausende Dollar in illegalen Wahlkampfspenden eingesetzt durch den dafür angestellten Lobbyisten Jack Abramoff. Auch Abramoff wurde aufgrund einer ganzen Reihe von Vergehen in einem viel größeren Stil verurteilt. Er hatte in Verbindung mit Native American Gaming (Indianer-Casinos), vor allem für seine Arbeit für einen Mississippi Tribe, ein viel größeres Betrugssystem aufgebaut.
Der Mashpee Tribe erhielt die formelle Anerkennung des Bundes 2007. Unter dem Vorsitzenden Shawn Hendricks arbeiteten Repräsentanten des Stammes mit Abramoffs Lobbyistenkollegen Kevin A. Ring an einem Plan ein Indian Gaming (Casino) zu gründen, da dies als Möglichkeit erschien, Einnahmen für den Stamm zu generieren. Aber 2008 wurde Ring angeklagt und verurteilt aufgrund von Korruption im Zusammenhang mit seiner Arbeit für die Mashpee.
In dieser Zeit gab es starke innere Spannungen im Stamm. Einige Tribal Elders wollten Einsicht in die Akten des Tribal Council erzwingen um Informationen über die Beteiligung des Councils im Ring-Skandal zu erhalten und reichten eine Beschwerde beim Barnstable Municipal Court ein. Das Tribal Council stimmte dafür, die Ältesten formell zu „ächten“ (shun) und verbannte diese für sieben Jahre aus dem Stamm. Bereits 2007 hatte die Bundesregierung die Akten des Stammes in den Verfahren gegen Abramoff und dessen Kollegen untersucht.
2009 wurde Cedric Cromwell als Vorsitzender und Präsident des Council gewählt. Er war bis dahin bereits Mitglied des Council gewesen. Cromwell versprach Reformen und er arbeitete daran sich selbst von den ehemaligen Vorsitzenden zu distanzieren, auch wenn er davor bereits sechs Jahre im Council war und die Skandale im Marshall und Abramoff miterlebt hatte. Zudem gehörte er zu denjenigen, die für den Ausschluss der Ältesten gestimmt hatten. Nach der Wahl wurde von den unterlegenen Gegenkandidaten eine Beschwerde beim Tribal Court eingereicht, nachdem es zu Anschuldigungen wegen Wahlbetrug und Wahllistenfälschung gekommen war.
Cromwells Amtszeit war von einer Serie von Protesten von Ältesten im Zusammenhang mit Kasino-Finanzierungen bestimmt.
In der Zwischenzeit setzte der Stamm die Verhandlungen mit dem Staat fort um eine Lizenz zum Bau eines Kasinos auf dem Stammesland in Taunton zu erwerben. 2013 erzielten die Mashpee eine Übereinkunft mit dem Staat, die vorsah, dass das Kasinounternehmen 17 % aller Einkünfte an den Staat Massachusetts abtreten würde und im Gegenzug der Staat keine weiteren Lizenzen für Kasinos in der Region ausstellt.
Im September 2015 übernahm das Department of Interior 0,69 km² in Mashpee in Treuhänderschaft als Reservation für die Wampanoag, die dieses Land bereits auch kontrollierten. Außerdem übernahm das Department noch 0,61 km² in Taunton, auf dem Festland, in Treuhänderschaft. Casino.org berichtete einen Ausspruch des Stammesvorsitzenden Cedric Cromwell gegenüber dem The Boston Globe: „This is a reclamation of land that was once ours. Tribal lands once stretched from Cape Ann to Rhode Island, and this new reservation represents only a dot on the map, but it feels really good.“ (Das ist eine Landforderung von Land, welches uns früher gehört hatte. Das Stammesland erstreckte sich von Cape Ann bis Rhode Island, und dieses neue Reservat stellt nur einen kleinen Punkt auf der Karte dar, aber es fühlt sich wirklich gut an.)

### Land und Casino
Nach Erhalt der Anerkennung durch den Bund drängte der Stamm darauf, eine staatliche Konzession für ein Casino auf dem Stammesland zu erhalten. Projekte dieser Art (Indian Gaming Operations) werden durch die National Indian Gaming Commission genehmigt, die durch den Indian Gaming Regulatory Act geschaffen wurde. Zu den Regularien gehört, dass nur auf Grundstücken, die vor dem 17. Oktober 1988 dem Stamm übergeben worden und bundesstaatlich eingetragen sind Casino-Projekte erlaubt sind. Daher wurden die Vorstösse des Stammes immer wieder rechtlich oder verwaltungstechnisch angefochten, denn der Stamm hatte vor dem Stichtag niemals über ein dauerhaft bestehendes Reservat verfügt.
Im November 2011 verabschiedete Massachusetts Gesetze um Lizenzen für bis zu drei Casinos in unterschiedlichen Regionen des Staates zu ermöglichen. Darunter Gaming Resort Casinos und eines für Slot Machine Parlor. Den Wampanoag wurde ein Vorsprung gelassen um ein Casino im Südosten des Staats zu planen.
Der Stamm beantragte ein Casino im Wert von $500 Mio. auf Land in Taunton (Massachusetts), wofür es zu dieser Zeit erst eine Kaufvereinbarung gab. Der Standort liegt 48 mi (77 km) von Mashpee entfernt. Diese Pläne wurden von den Pocasset Wampanoag angefochten, die ebenfalls eine Vereinbarung für ein Casino anstrebten. Von staatlicher Seite wurde Zustimmung signalisiert. 2014 machte der Stamm ein Umweltschutzgutachten (Final Environmental Impact Statement, FEIS) für Taunton, sowie für Grundstücke in Mashpee, wo Verwaltungsbüros entstehen sollen.
2010 erreichte der Stamm der Wampanoag eine Übereinkunft für die Finanzierung durch die malaysische Genting Group. Politische Unterstützung kam von Senator John Kerry, dem Gouverneur Deval Patrick und dem ehemaligen Congressman Bill Delahunt, der als Repräsentant des Casino Project die Lobbyarbeit macht. Sowohl Kerry als auch Delahunt erhielten Vergütungen (campaign contributions) aus Geldern des Stammes durch Transaktionen, die durch Glenn Marshall autorisiert waren. Marshall war auch in den Jack Abramoff-Skandal verwickelt.
Dann bewarb sich der Stamm beim Bundes-Bureau of Indian Affairs, um das Land in Treuhandschaft übernehmen zu lassen. Mit dieser Zustimmung, erhielt der Stamm im September 2015 Jurisdiction über das Gelände in Taunton (321 acres in federal trust). Dazu gehörten 170 acres Land die bereits von Mashpee kontrolliert wurden und weitere 150 acres, die in Taunton erst erworben wurden.
Das Vorgehen des Department of Interior wurde durch einen Prozess angefochten, den lokale Gegner im Februar 2016 beim United States District Court anstrengten. Sie fochten die Landübernahme mit Verweis auf den Prozess Carcieri v. Salazar (2009) an. Diese Entscheidung des US Supreme Court besagte, dass die Regierung kein Land into Trust nehmen kann für Stämme, die nach 1934 durch den Indian Reorganization Act anerkannt wurden.
Die City of Taunton sprach für das Casino-Projekt, da auch die Einwohner sich für den Bau ausgesprochen hatten. Der Richter William G. Young versprach eine schnelle Entscheidung im Juli, aber der Fall sollte Jahre in Anspruch nehmen.
Beide Seiten sicherten zu, dass sie in Revision gehen würden, wenn die Entscheidung zu ihren Ungunsten ausfallen würde. Die Mashpee Wampanoag begannen jedoch trotzdem umgehend mit Arbeiten auf dem Areal in Taunton und fingen an, alte Gebäude abzureißen.

## Mitgliedschaft
Das Mashpee Wampanoag Tribal Council hat bestimmte Kriterien für eine Aufnahme als Mitglied erarbeitet. Der Stamm fordert, dass ein Mitglied eine Abstammungsurkunde von anerkannten Mitgliedern erbringen kann und in oder in der Nähe von Mashpee lebt, sowie eine aktive Mitarbeit.

## In den Medien
Die Video-Dokumentation Mashpee von 1984 beschreibt die Ereignisse um die Landforderungen der Wampanoag in den 1970ern.